# تشارلز أوليفر بوند ديفيس
تشارلز أوليفر بوند ديفيس (بالإنجليزية: Charles Oliver Bond Davis)‏ هو كاتب نيوزلندي، ولد في 1817، وتوفي في 28 يونيو 1887.